# Oryzomys nelsoni
Oryzomys nelsoni је изумрла врста глодара из породице хрчкова (лат. Cricetidae). 

## Распрострањење
Пре изумирања, врста је насељавала само мексичко острво Марија Мадре.

## Станиште
Врста Oryzomys nelsoni је имала станиште на копну.

## Угроженост
Ова врста је изумрла, што значи да нису познати живи примерци.